# 加博尔·陶马什
加博尔·陶马什（匈牙利語：Gábor Tamás，1932年4月24日—2007年5月6日），生于布达佩斯，犹太裔匈牙利男子击剑运动员。他曾获得1964年夏季奥运会男子重剑团体金牌。他也参加了1960年夏季奥运会。